# Jennifer Martins
Jennifer Martins, née le 31 janvier 1989, est une rameuse canadienne.

## Palmarès

### Championnats du monde
| Discipline | Chungju 2013 Corée du Sud | Amsterdam 2014 Pays-Bas | Aiguebelette 2015 France |
| ---------- | ------------------------- | ----------------------- | ------------------------ |
| Huit       | Bronze                    |                         | Bronze                   |